# Candidus van Agaunum
Candidus (van Agaunum) of Sint-Candidus is een christelijke heilige uit de 3e eeuw. Hij wordt gezien als een van de aanvoerders van het Thebaanse Legioen en stierf in 287 als christelijke martelaar. Zijn naamdag is op 22 september.

## Leven en legende
In de christelijke hagiografie is het Thebaanse Legioen een Romeins legioen, dat zich massaal bekeerde tot het christendom. Samen met Mauritius en Exuperius voerde Candidus dit legioen aan, dat 6666 manschappen telde en afkomstig was uit het Egyptische Thebe. Keizer Maximianus (ca. 250-310) beval de aanvoerders omstreeks 286 naar Gallië op te trekken om daar opstandige rebellen neer te slaan. Nabij Agaunum (sinds de middeleeuwen bekend als Saint-Maurice, in het Zwitserse kanton Wallis), wachtte het legioen op verdere instructies. Omdat ze de keizerlijke goddelijkheid niet erkenden en tevens weigerden aan de christenvervolgingen mee te doen, werd het legioen op bevel van Maximianus in zijn geheel afgeslacht.
Koning Sigismund van Bourgondië stichtte in de 6e eeuw de Abdij van Sint-Mauritius in het Zwitserse Saint-Maurice op de plaats waar volgens sommigen de massa-executie had plaatsgevonden. Anderen meenden dat de slachting bij hun in de omgeving had plaatsgevonden. Zo werden op Romeinse begraafplaatsen in Trier talloze beenderen opgegraven en bestempeld als afkomstig van soldaten van het Thebaanse Legioen. Over de historische juistheid van het verhaal bestaan grote twijfels, waarmee ook de historiciteit van Candidus en de echtheid van zijn relikwieën op losse schroeven staan.

## Erfgoed
Relieken van Sint-Candidus worden bewaard in kerken verspreid over een groot deel van Europa. In de Abdij van Sint-Mauritius bevindt zich een reliekenkistje uit ca. 600-650, waarin relieken van het Thebaanse Legioen werden bewaard. De reliekbuste van Sint-Candidus uit ca. 1165 bevat (een deel van) zijn schedel. Een andere, eveneens 12e-eeuwse schedelreliekhouder bevindt zich in de Sint-Lambertuskerk in Düsseldorf, maar mogelijk behoren deze relieken toe aan de heilige Candidus van Maastricht of aan een andere heilige. In de kapittelkerk van San Giovanni in het Italiaanse Fucecchio bevindt zich een barok reliekschrijn met relieken van de heilige. Een gotisch reliekschrijn (1292) uit het klooster Sant Cugat del Valles behoort thans tot de collectie van het Museu Nacional d'Art de Catalunya in Barcelona.
De  12e-eeuwse Candidus-reliekgevel in de Koninklijke Musea voor Kunst en Geschiedenis in Brussel behoort toe aan een andere heilige, Candidus van Maastricht. Desalniettemin lijkt de iconografie (de palmtak van het martelaarschap) gebaseerd op die van Candidus van Agaunum.
Beelden van de heilige zijn vrij zeldzaam (o.a. in de collegiale kerk van St. Candidus en St. Korbinianus in Innichen, Zuid-Tirol, Italië). Schilderingen komen veelvuldig voor, echter vrijwel altijd in combinatie met andere heiligen van het Thebaanse Legioen.

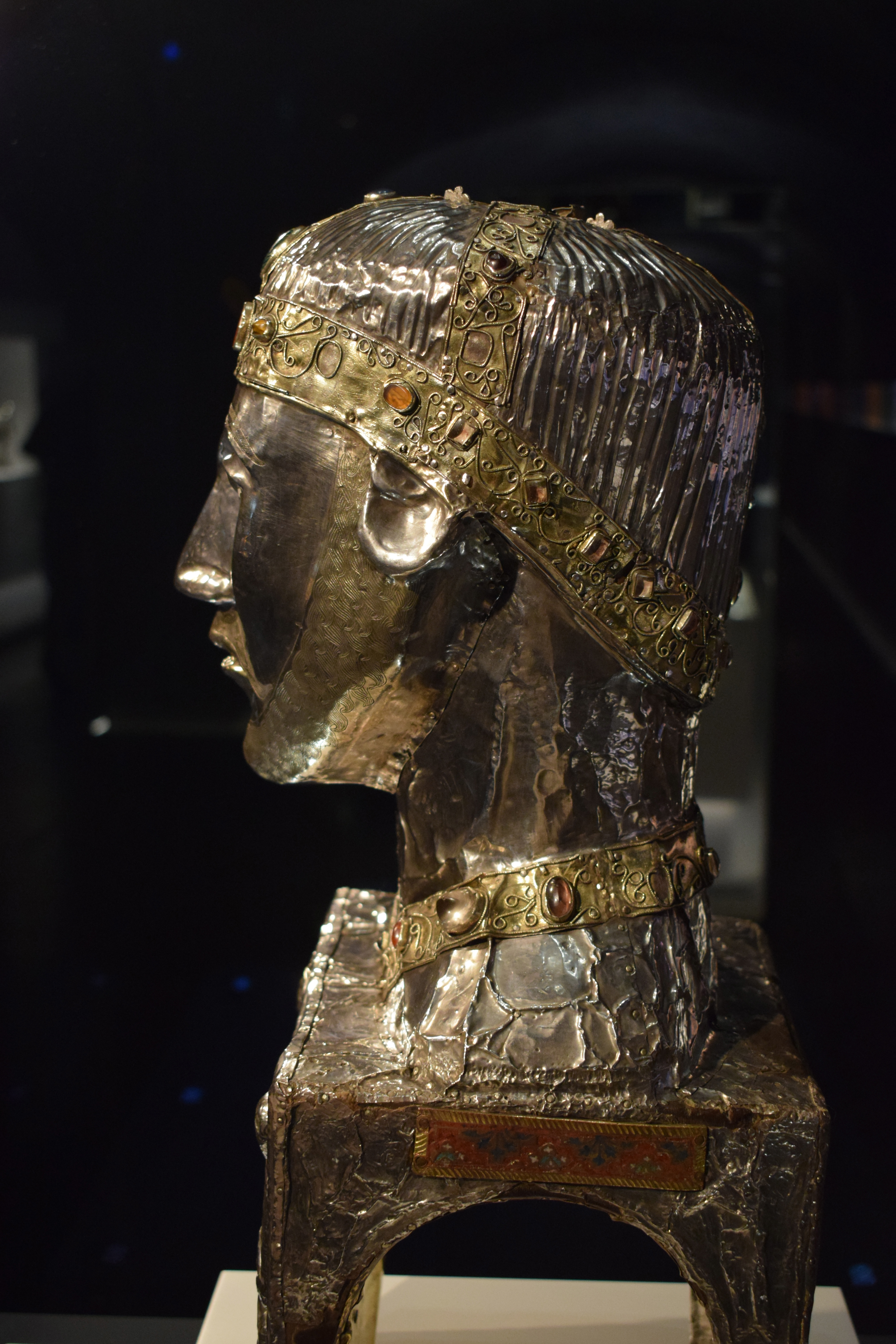
Reliekbuste in Saint-Maurice
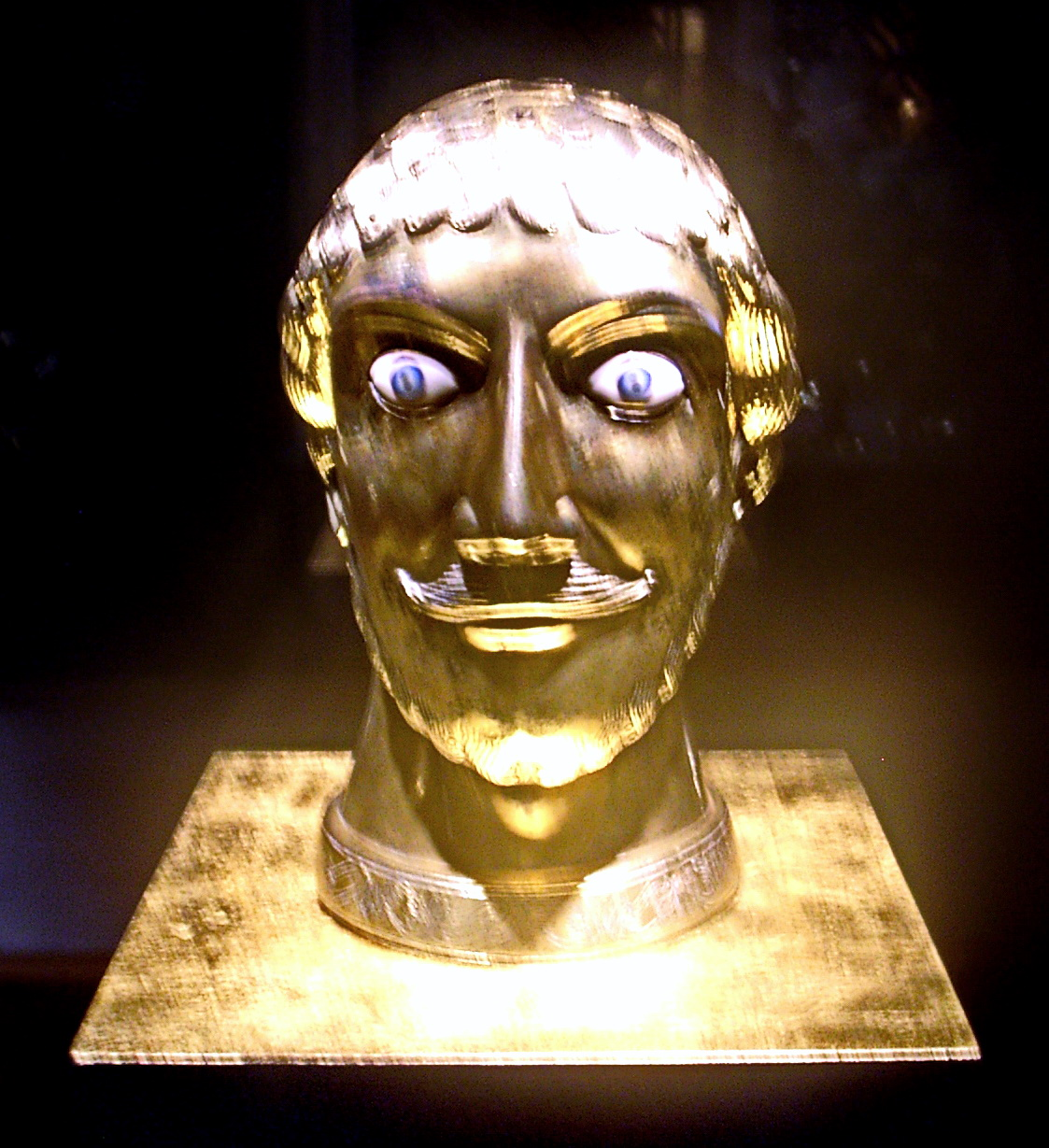
Reliekbuste in Düsseldorf
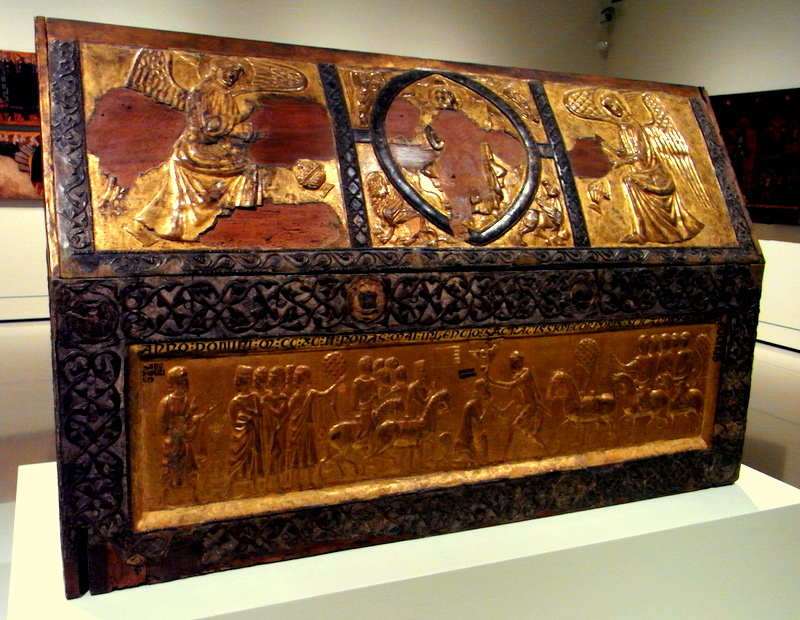
Reliekschrijn in Barcelona
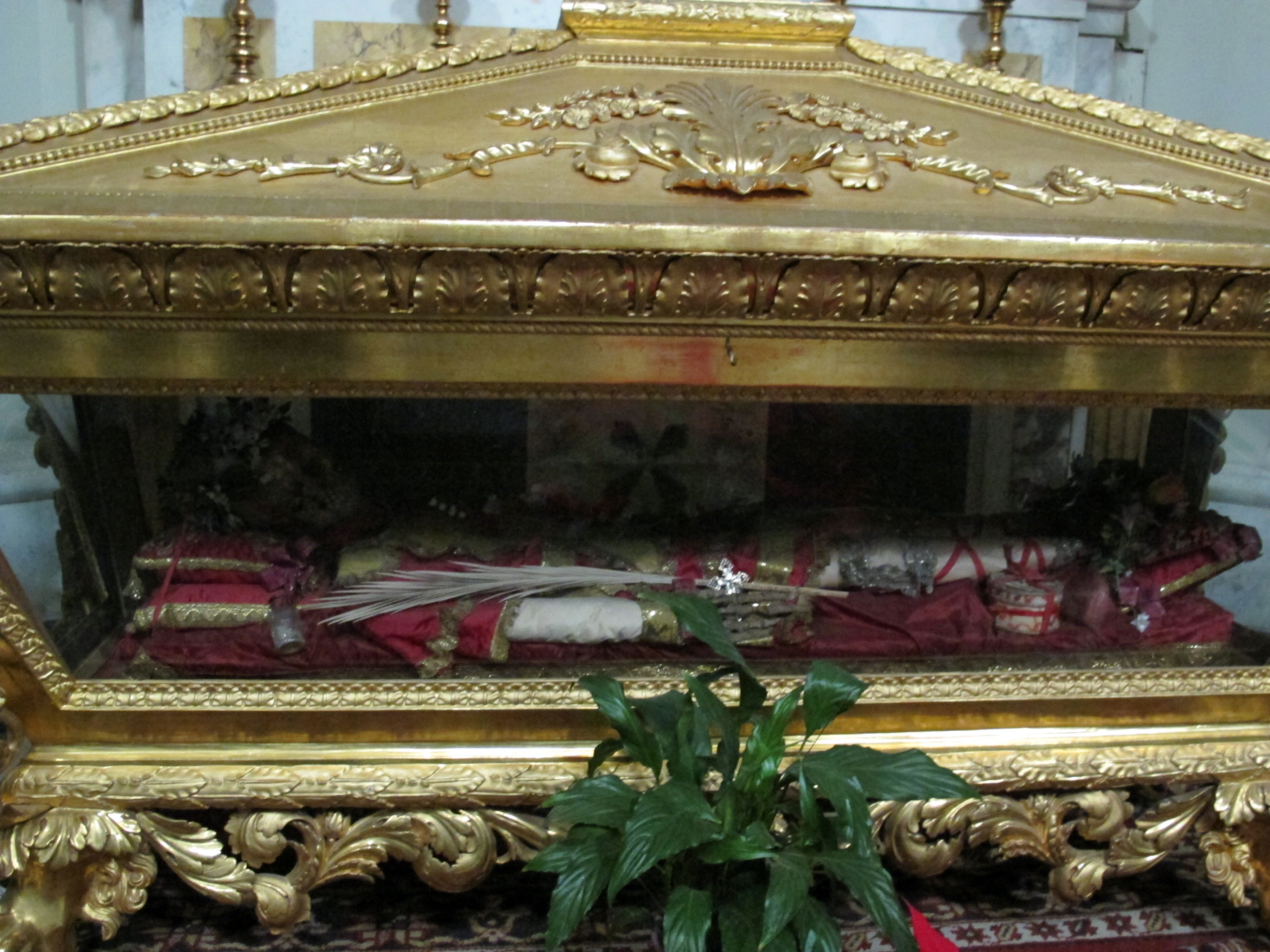
Reliekschrijn in Fucecchio